# Kryg (Petite-Pologne)
Pour les articles homonymes, voir Kryg.
Kryg est une localité polonaise de la gmina de Lipinki, située dans le powiat de Gorlice en voïvodie de Petite-Pologne.